# 許任
許任（韓語：허임，1570年—1647年（推测）），字奉卓，本籍河阳（今庆尚北道庆山市河阳邑），朝鲜王朝時期医师，曾任朝鲜宣祖及光海君两朝御医，以擅长针灸闻名，有「朝鮮第一針」之稱，自創「許任補瀉法」，曾与名医许浚共事于内医院。著有韩医针灸学巨著《针灸经验方》。

## 生平
许任具体的出生年月不详，后世推测于1570年前后。许任的父亲许亿逢（연구하여）为江原道襄阳郡出身的官奴，因被选为掌乐院乐工来到汉阳。母亲患病，因家贫无法医治，许任在医员家中做苦工抵债时学会了针灸。许任没能向典医监或惠民署的医学生一样正式学医，但由于医术高超，20岁左右已经给病人针灸治疗。
壬辰倭乱时，许任跟随光海君，到黄海道、忠清道一带救治患者。朝鲜宣祖二十八年（1595年），升任为六品医学教授。朝鲜宣祖三十七年（1604年），因宣祖突发偏头痛，由许浚带领许任为宣祖施针。宣祖痊愈后，许任获得正三品上階、文散階的通政大夫的品衔。
许任在朝鲜宣祖末期入仕，但屡以出身寒微为由无法晋升。光海君元年（1617年），许任被任命为麻田郡守，因司宪府和司谏院反对未能成事，光海君八年（1616年），任职永平县令，次年欲升为楊州牧使，再被以出身为由反对，最终以任职富平府使作为妥协。期间曾为李景奭的兄长李景卨医治，被其父盛赞针灸“名不虚传”。光海君十四年（1622年），被任命为从三品南阳府使。光海君退位后，许任官职被撤，后一直在内医院以针医的身份继续工作，直至年老隐退。
许任晚年居于忠清道公州，光海君亦时常传唤其入宫诊治。朝鲜显宗五年（1644年），汇集平生行医经验编著集大成之作《针灸经验方》，作为韩医历史上重要的针灸著作，对后世针灸学的发展影响深远。

## 相关影视作品
- tvN《名不虛傳》（2017年）：金南佶 饰